# 大穴 (芸能事務所)
株式会社大穴（だいあな、英文名称:Diana）は、日本の芸能プロダクションである。

## 概要
AV女優を中心に一般のタレントやモデルのマネジメントを手掛けている。通称「ダイアナプロダクション」。

## 所属モデル
- 小坂めぐる
- 愛奈りおん
- 蒼井メイサ
- 美波ゆう
- 青山澪
- RIKA
- 夏川未来
- ASUKA
- 原ちとせ

## 過去の所属モデル
- 加藤ツバキ
- 北条麻妃
- 乙葉真希
- 黄金咲ちひろ
- 南野らん
- くらもとまい
- 白鳥美香
- 深月ユリア
- 真咲南朋

## 協力モデル
- 小松千春
- 朝川ひかる
- 後藤麻衣
- 安達有里
- 濱田のり子